# 검은머리우아카리
검은머리우아카리(Cacajao melanocephalus)는 사키원숭이과에 속하는 영장류의 일종이다. 이 종은 남아메리카에 사는 신세계원숭이의 한 종류인 우아카리원숭이 중 하나이다. 브라질과 콜롬비아 그리고 베네수엘라가 원산지이며, 아마존 우림에서 살고, 특히 계절에 따라 물에 잠기는 "Igapos"라고 불리는 숲에서 산다.
이들은 최대 100마리까지 큰 집단을 형성하여 군집 생활을 하며, 먹이는 주로 과일이다.
검은머리우아카리는 2종의 아종이 있다:
- 검은머리우아카리(Cacajao melanocephalus melanocephalus)
- 스픽스검은머리우아카리 (Cacajao melanocephalus ouakary)